# Фасси, Карло
Ка́рло Фа́сси (итал. Carlo Fassi; 20 декабря 1929 года, Милан—20 марта 1997 года, Лозанна) — итальянский фигурист, двукратный чемпион Европы (1953 и 1954 годы), бронзовый призёр чемпионата мира 1953 года, участник зимних Олимпийских игр в 1948 году, а также выдающийся тренер по фигурному катанию. Среди его учеников — Пегги Флеминг, Дороти Хэмилл, Робин Казинс.

## Биография
Карло Фасси — единственный итальянский одиночник, выигрывавший чемпионат Европы (1953 и 1954 годы).
По окончании любительской спортивной карьеры в 1954 году Фасси начал работать тренером в Италии. Одной из его первых учениц была немецкая фигуристка Криста фон Кучковски, которая вышла за него замуж и стала матерью троих детей: Рикардо, Моники и Лоренцо.
В 1961 году, после авиакатастрофы под Брюсселем, в которой погибли сборная США по фигурному катанию, направлявшаяся на чемпионат мира, а также лучшие тренеры страны, Карло Фасси был приглашён на тренерскую работу в город Денвер, штат Колорадо.
Он тренировал олимпийских чемпионов и чемпионов мира Пегги Флеминг, Дороти Хэмилл, Джона Карри, Робина Казинса. Он также работал со Скоттом Хамильтоном и Полом Уайли на ранних этапах их карьеры. Фигуристы со всего мира съезжались в тренировочный лагерь Карло Фасси для консультаций. Этот тренер охотно использовал все новинки в методике занятий, широко применял помощь хореографов. Алексей Мишин стажировался у Фасси в начале своей тренерской карьеры.
Карло Фасси скончался в 1997 году от сердечного приступа в швейцарской Лозанне, в дни проведения там чемпионата мира, на котором он присутствовал в качестве тренера чемпионки США Николь Бобек. Он умер за час до выхода одного из его фигуристов на каток.

## Спортивные достижения
| Соревнования/Сезон      | 1947—48 | 1948—49 | 1949—50 | 1950—51 | 1951—52 | 1952—53 | 1953—54 |
| ----------------------- | ------- | ------- | ------- | ------- | ------- | ------- | ------- |
| Зимние Олимпийские игры | 15      |         |         |         | 6       |         |         |
| Чемпионаты мира         |         | 8       |         | 6       | 6       | 3       |         |
| Чемпионаты Европы       |         | 4       | 3       | 3       | 2       | 1       | 1       |